# Łukowa (województwo świętokrzyskie)
Łukowa – wieś w Polsce, położona w województwie świętokrzyskim, w powiecie kieleckim, w gminie Chęciny.
| SIMC    | Nazwa     | Rodzaj    |
| ------- | --------- | --------- |
| 0234241 | Kamionka  | część wsi |
| 0234258 | Popławy   | część wsi |
| 0234264 | Wygwizdów | część wsi |

W 1783 r. wieś należąca wówczas do powiatu chęcińskiego w województwie sandomierskim była własnością starosty kiszyńskiego Michała Bajera.
W latach 1954–1968 wieś należała i była siedzibą władz gromady Łukowa, po jej zniesieniu w gromadzie Wolica. W latach 1975–1998 miejscowość administracyjnie należała do województwa kieleckiego.